# Trung Lương, Định Hóa
Trung Lương là một xã thuộc huyện Định Hóa, tỉnh Thái Nguyên, Việt Nam.

## Địa lý
Xã Trung Lương nằm ở phía nam huyện Định Hóa, có vị trí địa lý:
- Phía đông giáp xã Trung Hội
- Phía tây giáp xã Bình Yên
- Phía nam giáp xã Bộc Nhiêu và xã Sơn Phú
- Phía bắc giáp xã Đồng Thịnh.

Xã Trung Lương có diện tích 13,6 km², dân số năm 1999 là 3.911 người, mật độ dân số đạt 288 người/km².
Một trong hai suối thượng nguồn hợp nên sông Công chảy qua phía tây nam của xã Trung Lương. Tỉnh lộ 264 kết nối giữa hai huyện Đại Từ và Định Hóa chạy qua địa bàn xã.

## Lịch sử
Sau năm 1975, Trung Lương là một xã thuộc huyện Định Hóa.
Đến năm 2019, xã Trung Lương được chia thành 23 xóm: Văn Lương 1, Văn Lương 2, Hồng Lương, Tân Vinh, Quang Trung, Hồng Tiến, Hồng Hoàng, Tân Tiến, Tiến Lợi, Bình Định 1, Bình Định 2, Thẩm Quản, Thẩm Tang, Hòa Bình, Lịch Đàm, Khuẩn Hấu, Nà Nạn, Lương Trung, Bẩy Bung, Vũ Lương 1, Vũ Lương 2, Vũ Lương 3.
Ngày 11 tháng 12 năm 2019, sáp nhập ba xóm Văn Lương 1, Văn Lương 2 và Hồng Lương thành xóm Hồng Văn Lương,sáp nhập hai xóm Tân Vinh và Quang Trung thành xóm Quang Vinh, sáp nhập hai xóm Hồng Tiến và Hồng Hoàng thành xóm Hoàng Tiến, sáp nhập ba xóm Tân Tiến, Tiến Lợi, Lê Lợi thành xóm Tân Lợi, sáp nhập ba xóm Bình Định 1, Bình Định 2, Thẩm Quản thành xóm Quyết Tâm, sáp nhập ba xóm Thẩm Tang, Hòa Bình, Lịch Đàm thành xóm Hòa Lịch, sáp nhập bốn xóm Khuẩn Hấu, Nà Nạn, Lương Trung, Bẩy Bung thành xóm Cầu Đá, sáp nhập ba xóm Vũ Lương 1, Vũ Lương 2, Vũ Lương 3 thành xóm Vũ Lương.

## Hành chính
Xã Trung Lương được chia thành 8 xóm: Cầu Đá, Hòa Lịch, Hoàng Tiến, Hồng Văn Lương, Quang Vinh, Quyết Tâm, Tân Lợi, Vũ Lương.